# 西寧特鋼
西寧特殊鋼股份有限公司（簡稱西寧特鋼）是一家成立於青海省西寧市的一家鋼鐵生產企業，是西北地区最大的特殊钢生产企业，在2023年以前，西寧特鋼由青海省國資委控股，但後來债务爆雷，破產重整後被張志祥的建龍鋼鐵集團控股

## 事件
2024年12月2日，西宁特钢发布公告称，公司炼钢车间2名员工在车间开展检修作业时精炼炉罐盖突然掉落發生事故，造成2人死亡。

## 参見
- 鋼鐵企業列表
- 青海省國資委
- 建龍鋼鐵
- 寶武鋼鐵